# Tượng Phật Ngọc

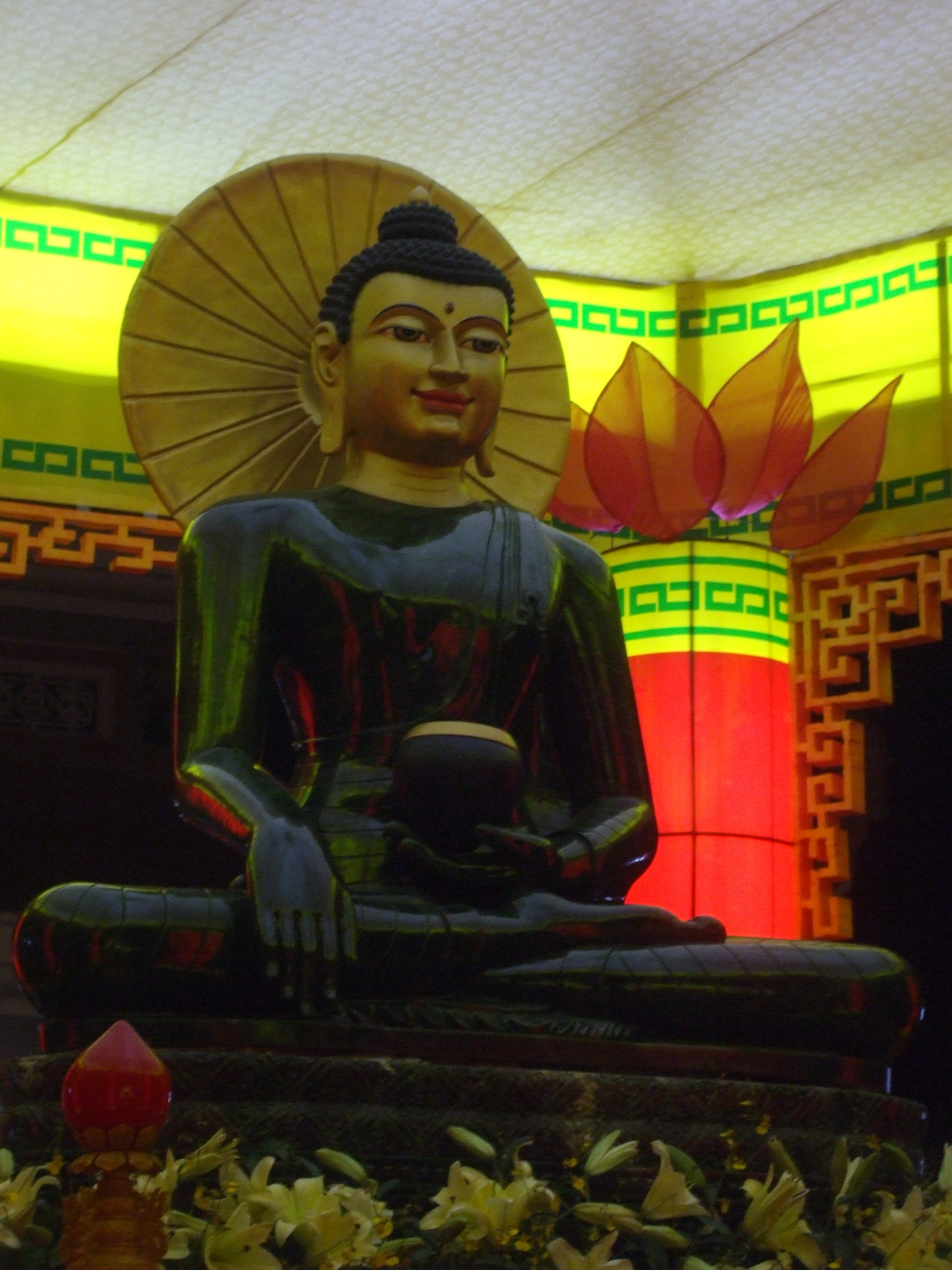
Tượng Phật Ngọc (ảnh chụp tại chùa Hoằng Pháp, Thành phố Hồ Chí Minh)

Phật Ngọc Cho Hòa Bình Thế giới (gọi tắt là Phật Ngọc), là một pho tượng Phật làm bằng ngọc có nguồn gốc Canada và được các nghệ nhân người Thái Lan hoàn thiện. Cao 2.7m, pho tượng có nền cao 1.4m, nặng tổng cộng 4 tấn và có giá trị trên 5 triệu AUD. Pho tượng này được chế tác cho Great Stupa of Universal Compassion, Bendigo, Victoria, Australia.

## Đến Việt Nam

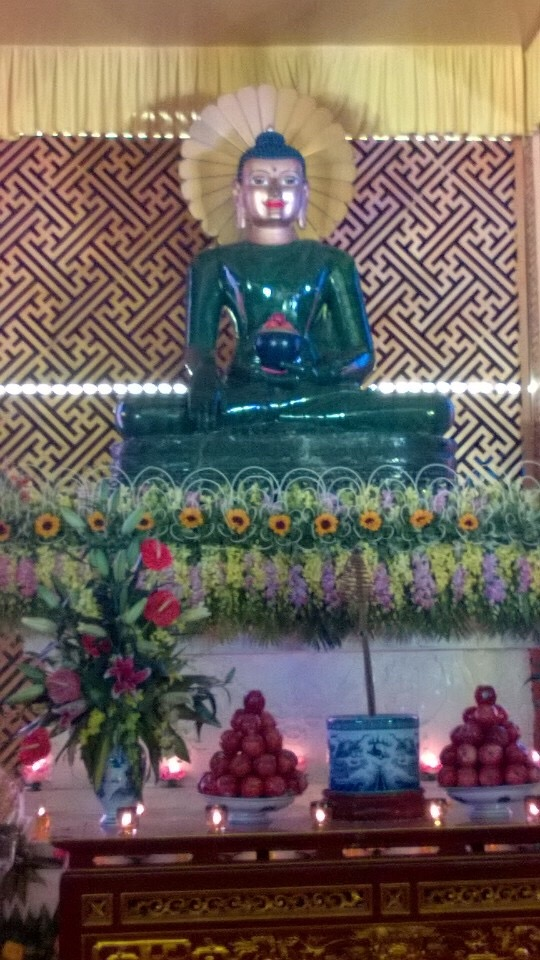
Tượng Phật Ngọc tại chùa Hoằng Phúc, Lệ Thủy, Quảng Bình từ ngày 27 tháng 3 đến ngày 5 tháng 4 năm 2016